# Elvenes (Øksnes)
Elvenes est une localité de l'île de Langøya (archipel de Vesterålen) du comté de Nordland, en Norvège.

## Géographie
Administrativement, Elvenes fait partie de la kommune d'Øksnes.